# Parlementsverkiezingen in Mali (1992)
De Parlementsverkiezingen in Mali van 1992 vonden op 27 februari (eerste ronde) en 8 maart (tweede ronde) plaats. Het waren de eerste verkiezingen in het land op basis van een meerpartijenstelsel. De verkiezingen werd gewonnen door de Alliance pour la démocratie au Mali (ADEMA).

## Voorspel
Bij een militaire staatsgreep op 26 maart 1991 werd president Moussa Traoré, aan de macht sinds 1968, afgezet en gevangengenomen. Een overgangsregering werd gevormd onder luitenant-kolonel Amadou Toumani Touré waarin zowel militairen als burgers zitting hadden. De voornaamste taak van de nieuwe regering was het land in de richting van een liberale democratie te stuwen. Zo werd er onder meer een nationale conferentie gehouden bestaande uit vertegenwoordigers van politieke partijen en belangengroepen. Er werd een conceptgrondwet opgesteld die de bevolking 12 januari 1992 bij referendum werd aanvaard. De grondwet werd op 14 februari formeel aangenomen en verkiezingen voor de Nationale Vergadering werden gehouden op 27 februari en 8 maart op basis van twee stemronden.  

## Uitslag
Bij een zeer lage opkomst van 21% behaalde de ADEMA met 76 van de 116 zetels de meerderheid in het parlement. De partij is links en sociaaldemocratische van karakter. Leden van de partij, die in 1990 werd opgericht, waren betrokken bij de massademonstraties tegen het bewind van president Traoré in maart 1991. Hun deelname aan het verzet tegen regime van Moussa Traoré heeft bijgedragen aan hun electorale succes. In totaal deden er 22 partijen mee aan de verkiezingen.
| Partij                                                | Zetels    | %         |
| ----------------------------------------------------- | --------- | --------- |
| Alliance pour la Démocratie au Mali                   | 76        |           |
| Union soudanaise - Rassemblement démocratique african | 8         |           |
| Congrès national d'initiative démocratique            | 9         |           |
| Parti malien pour le développement                    | 6         |           |
| Rassemblement pour la démocratie et le progrès        | 4         |           |
| Union pour la démocratie et le développement          | 4         |           |
| Rassemblement pour la démocratie et le travail        | 3         |           |
| Union des forces démocratiques de progrès             | 3         |           |
| Parti progressiste soudanais                          | 2         |           |
| Union malienne pour la démocratie et le développement | 1         |           |
| Vertegenwoordigers van Malinezen in het buitenland    | 13        |           |
| Totaal                                                | 129       |           |
|                                                       |           |           |
| Opkomst                                               | Opkomst   | 21,3      |
| Totaal aantal kiesgerechtigden                        | 4.780.416 | 4.780.416 |
| Bron: AED, IPU                                        |           |           |

## Nasleep
Op 12 en 26 april 1992 vonden er presidentsverkiezingen plaats. Deze werden gewonnen door Alpha Oumar Konaré (ADEMA). Op 9 juni werd de econoom Younoussi Touré tot premier benoemd.
Mali werd internationaal geprezen voor de wijze waarop de overgang van een militaire (interim)bestuur overging naar een democratische meerpartijenstaat.